# White Power

Symbol Weiße Faust

Symbol eines Keltenkreuzes

White Power (im Sinne von: Weiße Macht) ist ein oft verwendeter Schlüsselbegriff in der Neonaziszene. 

## Entstehungsgeschichte
Der Begriff White Power und das Symbol der White-Power-Faust entstand als Provokation gegenüber dem Black‑Power-Slogan der Bürgerrechtsbewegung der Afroamerikaner in den USA. Aufgegriffen wurde es unter anderem von dem britischen Neonazi Ian Stuart, dem Sänger der Band Skrewdriver, und später zum Wahlspruch für die nationalsozialistische und rassistische Theorie von der Vorherrschaft der „weißen Rasse“.

## Symbole
Die weiße, aufwärts gerichtete, meist rechte geballte Faust ist eines der weltweit am häufigsten verwendeten Symbole im Neonazi-Umfeld. Die Faust wird häufig eingeschlossen durch den ebenfalls weißen Schriftzug White Power (WP), Supreme White Power (SWP) oder White Pride World Wide (WPWW). In der rechtsextremen Skinhead-Szene wird die Faust auch oft in einem Lorbeerkranz gezeigt.
Ein weiteres häufig in Verbindung mit White Power stehendes Symbol ist das Keltenkreuz. Seit dem 14. November 2008 ist in Deutschland das Tragen des stilisierten Keltenkreuzes (wie rechts abgebildet) strafbar.

## Okay-Zeichen als WP-Geste

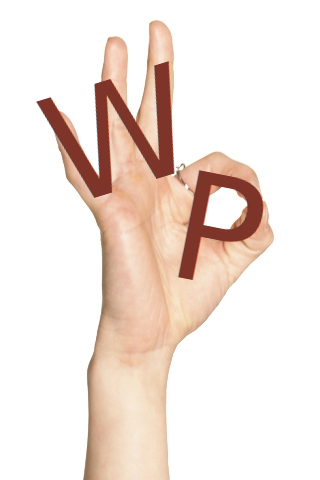
Angebliche Interpretation des OK-Zeichens als White-Power-Symbol, mit gespreitzten Fingern.

Seit 2017 wird vereinzelt das Handzeichen, ähnlich den Tauchzeichen für Okay, bei dem Daumen und Zeigefinger zu einem Kreis geformt und die restlichen Finger gespreizt werden von der White-Power-Szene missbraucht. Gemäß ISO-Norm halten Taucher die drei äußeren drei Finger zusammen, während sie beim rechtsextremen Missbrauch dieses Tauchzeichens die Finger bewusst abgespreizt werden um ein "W" zu symbolsieren. 

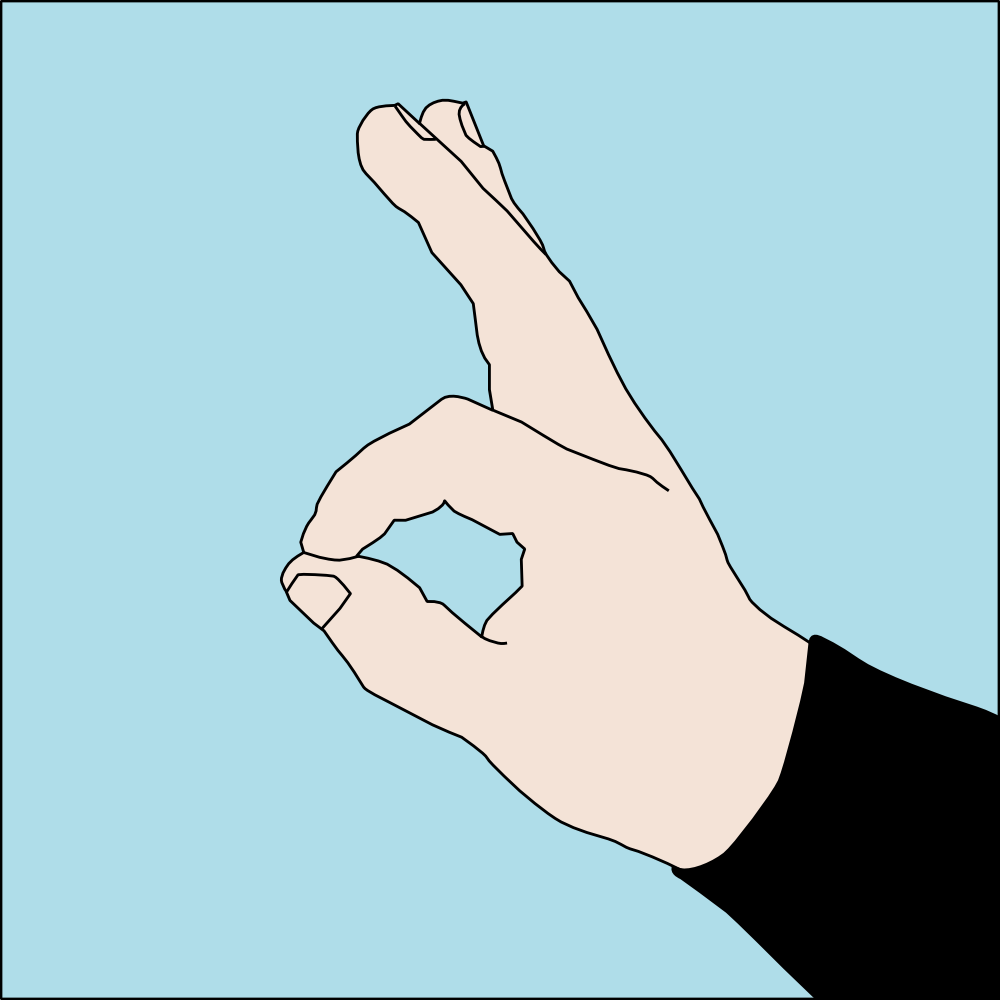
Das korrekte Tauchzeichen "OK", mit angelegten Fingern.

Dies geht auf einen Hoax namens „Operation O-KKK“ aus dem Internetforum 4chan zurück, das zum Ziel hatte, die Medien dazu zu bringen, ein harmloses, viel verwendetes Handzeichen als rechtsextremistisches Symbol zu interpretieren, um auf die angebliche Hysterie der Medien bei diesen Themen aufmerksam zu machen. Die Verbreitung geschah über False-Flag-Konten auf dem Sozialen Medium Twitter. Die Konten erzählten, das Handzeichen, das an die Buchstaben „W“ und „P“ erinnert, stünde für „White Power“ oder „White Pride“, eine Assoziation, die vorher nichtexistent war.
Nachdem die angebliche neue Bedeutung des Zeichens durch die Presse gegangen war, wurde es von vielen konservativen und rechtspopulistischen Medienpersönlichkeiten und Politikern wie Mart und Martin Helme, Mike Cernovich, Donald Trump, Milo Yiannopoulos, Marine Le Pen, und vielen mehr aufgegriffen, oft um Medien zu trollen und ihre Überreaktion darzustellen. Auch tatsächliche Rechtsextremisten wie der Christchurch-Attentäter Brenton Tarrant benutzten das Symbol. Hierbei ist jedoch umstritten, ob Rechtsextreme das Symbol tatsächlich als Erkennungszeichen verwenden oder ob die Benutzung rein ironisch ist, um den Medien eine angebliche Relevanz in der Szene vorzugaukeln und so dem 4chan-Hoax weiter Vorschub zu leisten. Die Anti-Defamation League stufte das OK-Zeichen 2019 offiziell als Hasssymbol ein, merkt allerdings an, dass es nicht eindeutig als rechtsextrem eingestuft werden kann. Die weit überwiegende Mehrheit der Benutzungen des Symbols sei nach wie vor vollkommen harmlos. Die Einstufung zog bald eine große Menge an Kritik von Menschen, welche die Bewertung als Hasssymbol als lächerlich erachteten, auf sich.
Mehrere Personen sind wegen der Benutzung des OK-Symbols seit 2017 gekündigt oder anderweitig von ihrem Arbeitgeber gemaßregelt worden, was oft als Überbewertung oder Beweis des Erfolgs eines Hoaxes kritisiert wird. Die Brandenburger Landesvorsitzende des AfD-Jugendverbands Junge Alternative Anna Leisten wurde im August 2023 vom Landesvorstand der AfD Brandenburg abgemahnt, weil sie in einem Instagram-Posting vom August 2022 neben einem Redakteur des rechtsextremen Magazins Compact das Zeichen verwendet hatte.